# Amblyseius serratus
Amblyseius serratus är en spindeldjursart som beskrevs av Wolfgang Karg 1976. Amblyseius serratus ingår i släktet Amblyseius och familjen Phytoseiidae. Inga underarter finns listade i Catalogue of Life.